# Oud Ade
Oud Ade es un pueblo de la provincia de Holanda Meridional en los Países Bajos, a 7 kilómetros al este de Leiden. Pertenece a Kaag en Braassem, municipio creado el 1 de enero de 2009, y con anterioridad a Alkemade, desaparecido al fusionarse con Jacobswoude para constituir el nuevo municipio. En enero de 2008 junto con Zevenhuizen tenía una población de 620 habitantes.
El pueblo se desarrolló a partir del siglo XIX en torno a la primitiva iglesia de San Bavón, reconstruida a mediados del siglo, y cuenta con varios molinos de pólder en su área.

## Galería de imágenes

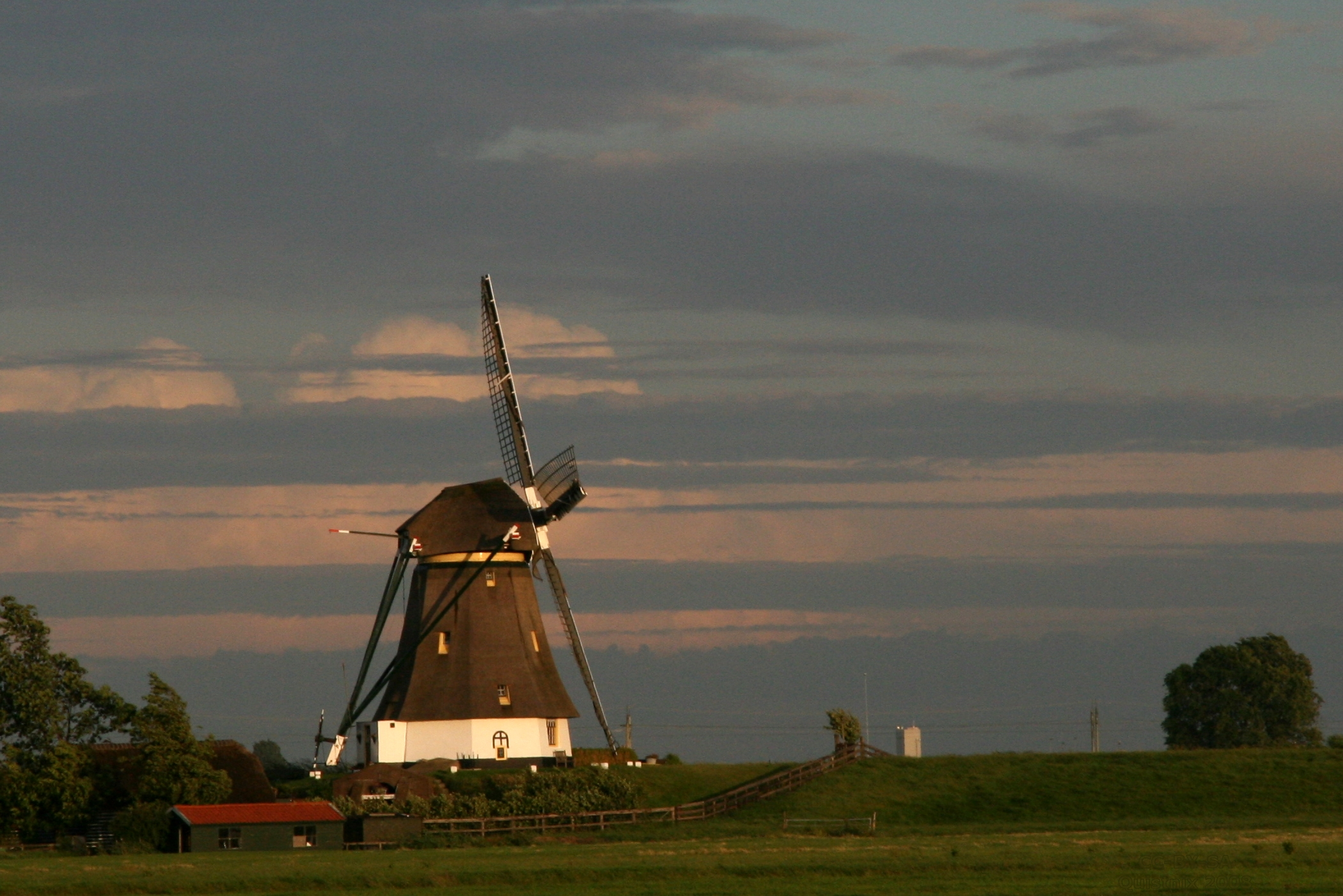
Akkermolen
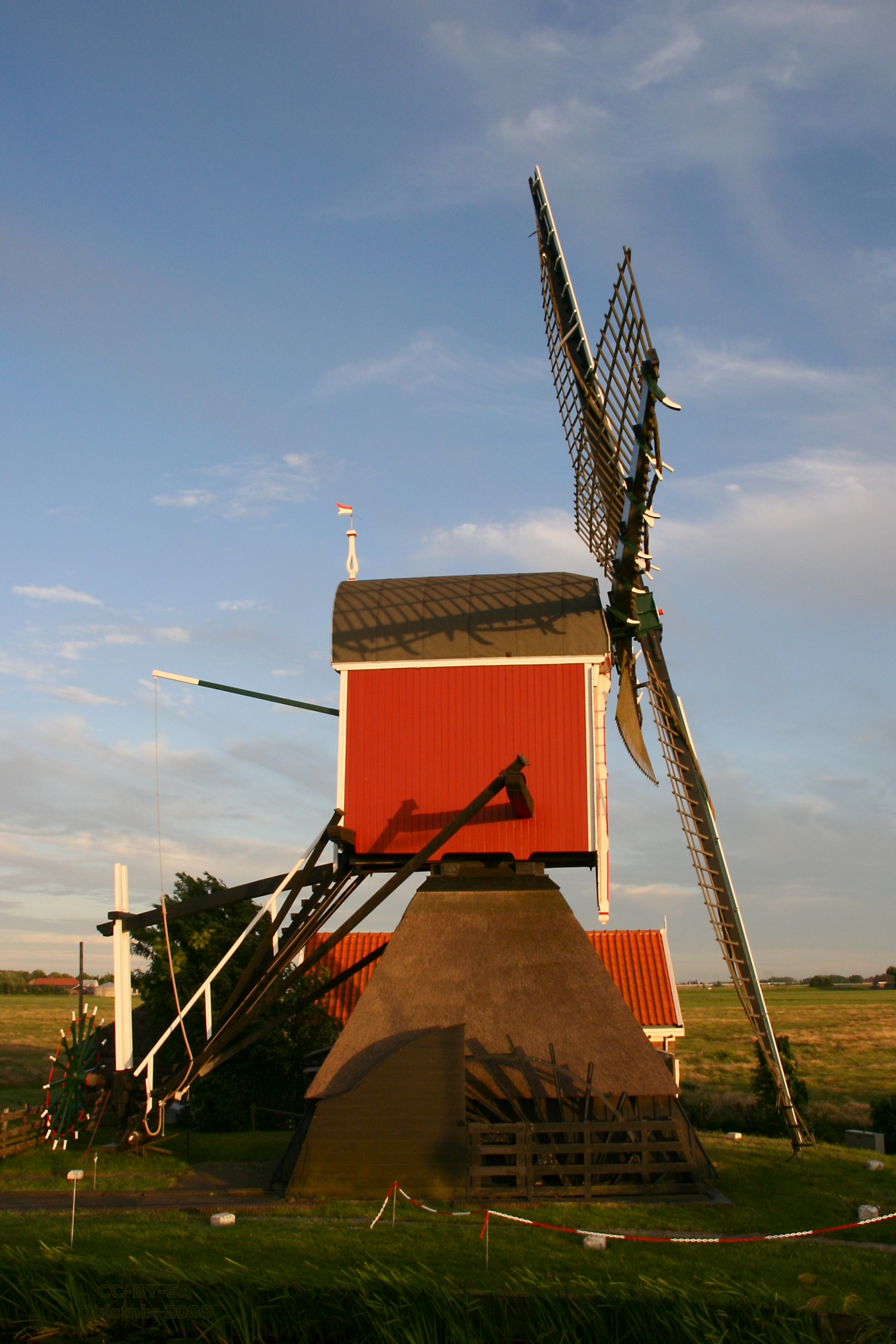
Vrouw Vennemolen
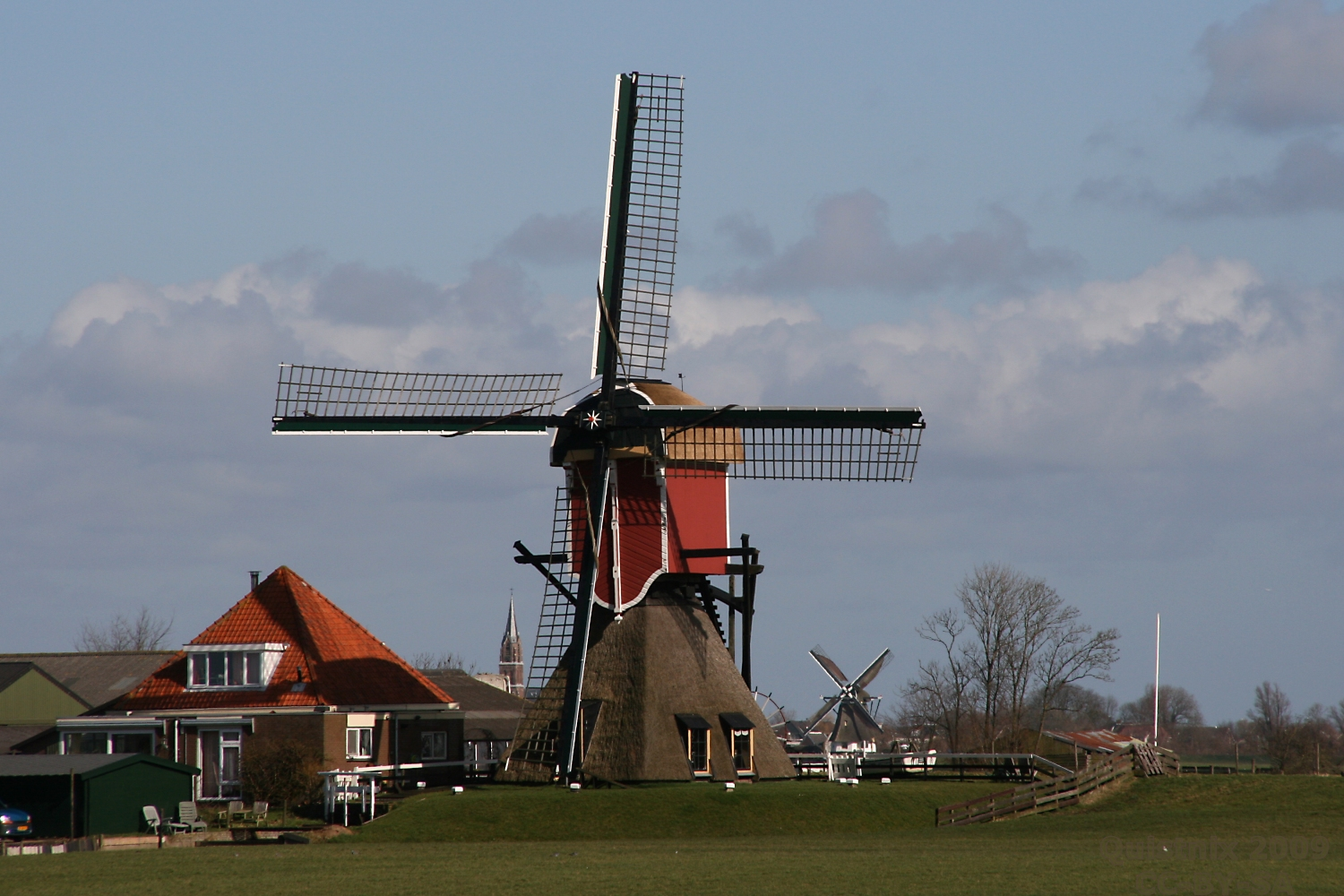
Rode Molen
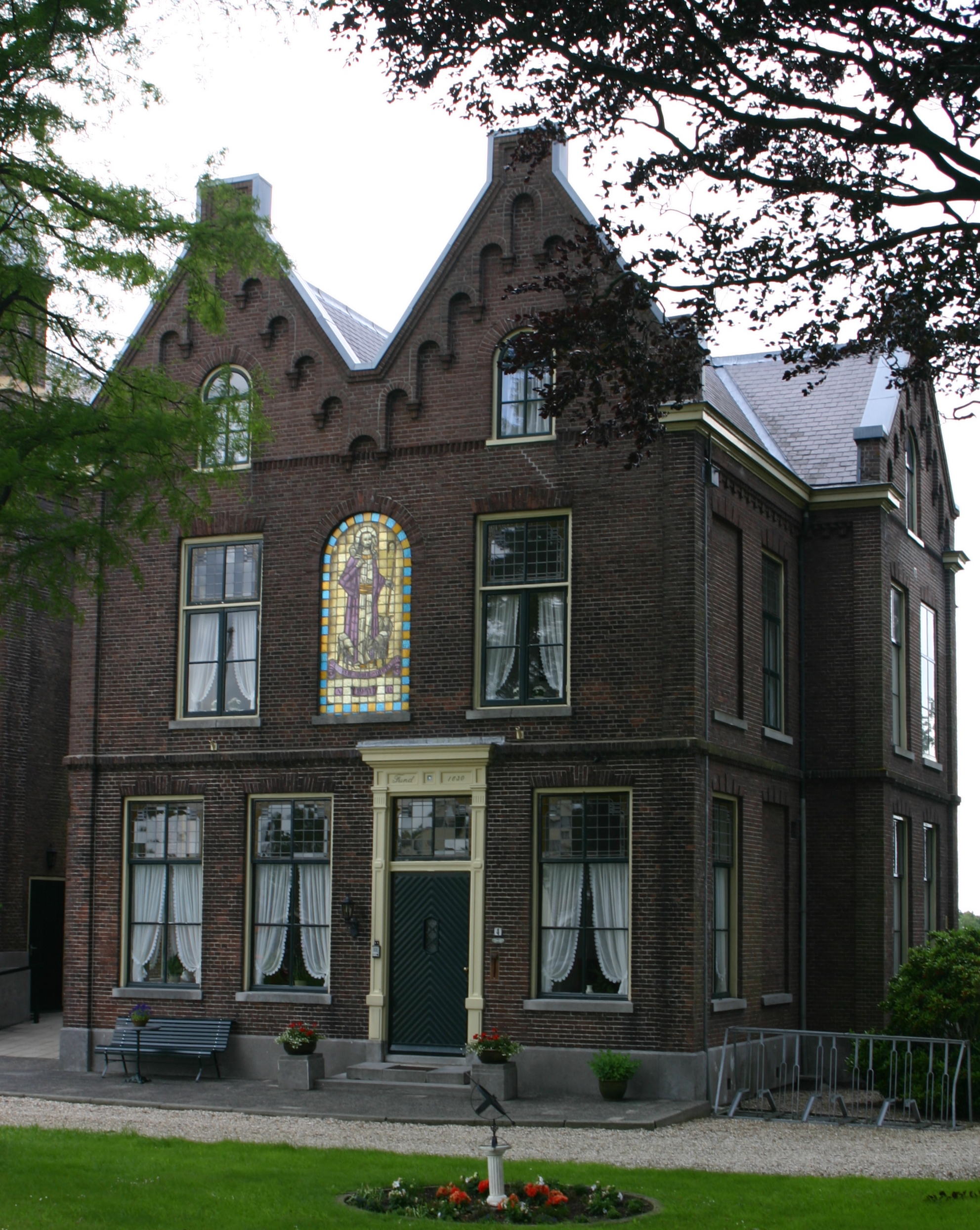
Rectoría